# Zespół dworski w Tomaszowicach
Zespół dworski w Tomaszowicach – znajdujący się w Tomaszowicach, w gminie Wielka Wieś, w powiecie krakowskim.
Zespół dworski pochodzący z XVIII wieku, wraz z parkiem, został wpisany do rejestru zabytków nieruchomych województwa małopolskiego.

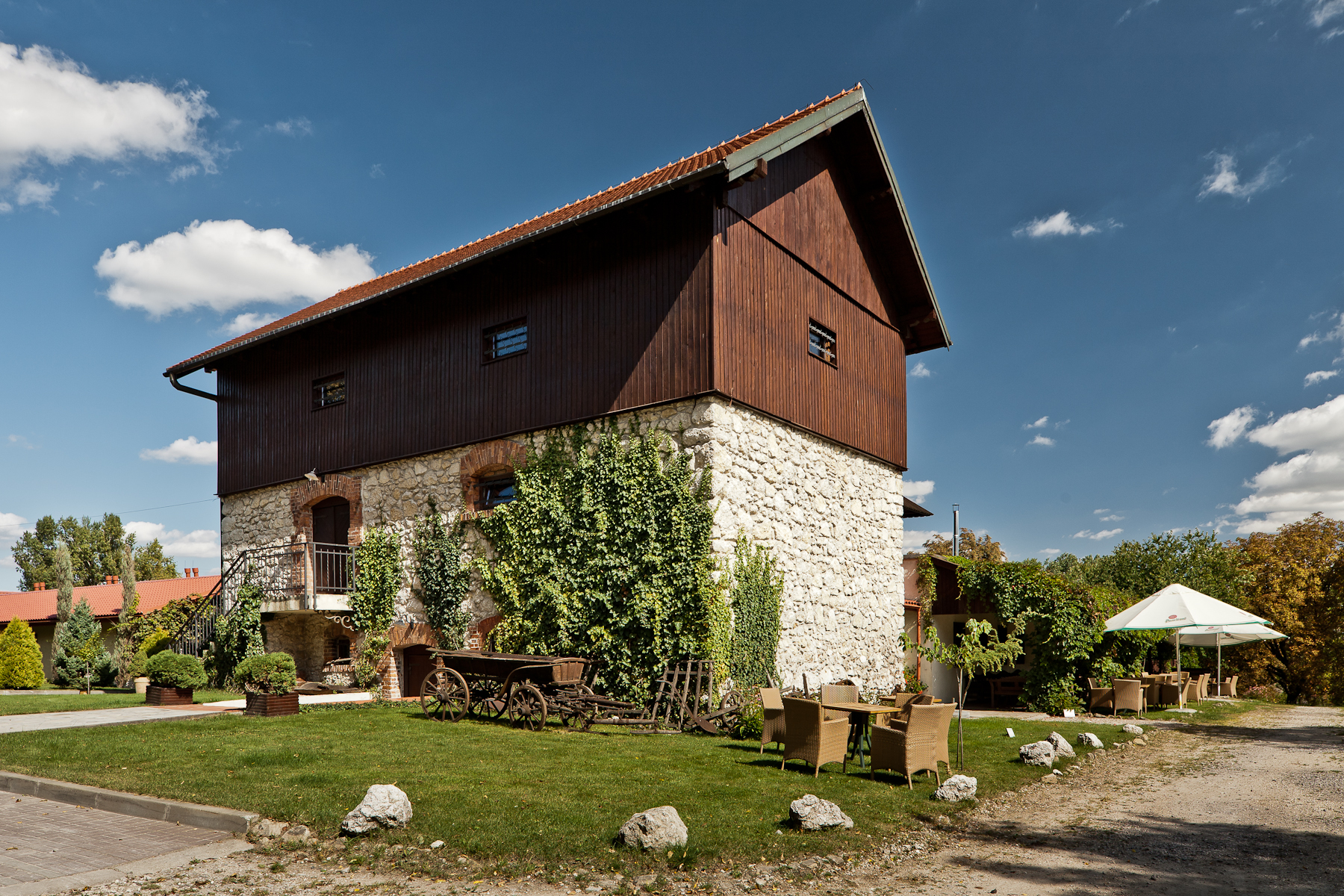
Spichlerz

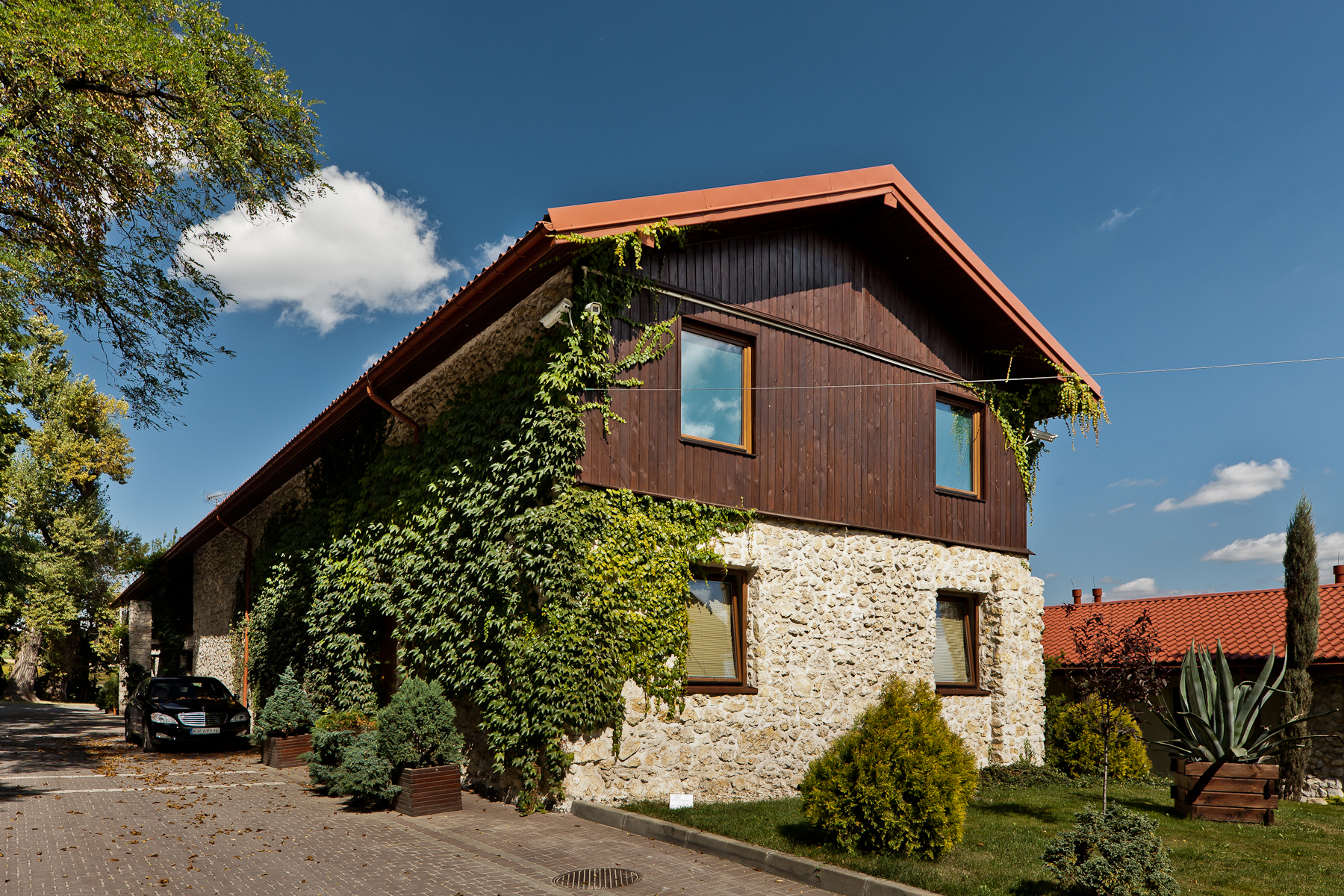
Zabudowania gospodarcze

## Historia
Wieś powstała prawdopodobnie w I poł. XIII w. Właścicielami byli m.in.: od roku 1444 Minoccy (przez pięć pokoleń), Kucharscy (przez pięć pokoleń), rajca krakowski Franciszek Toryani. W II poł. XVIII wieku Tomaszowicami władali starostowie wolbromscy Dębińscy. Następnie wieś nabył Franciszek Piekarski autor książek ekonomicznych. W roku 1830 Tadeusz Konopka kupił Tomaszowice dla swego syna Romana, wznosząc nowy dwór i zabudowania istniejące do dziś. Ostatnim właścicielem był Bogusz. Po wojnie zespół dworski przejął skarb państwa i urządził w zabytkowym miejscu chlewnię dewastując znacznie budynki i ogród. Zlokalizowaną w dworze tuczarnią kierował m.in. Bogdan Pęk.
W latach 1997–2000 prowadzono  prace remontowo–budowlane i obiekt został przekształcony na hotel o trzygwiazdkowym standardzie. W pozostałych budynkach znajdują się sale konferencyjne i seminaryjne, restauracja oraz pomieszczenia wystawowe. Zespół obiektów jest miejscem licznych szkoleń, imprez okolicznościowych, konferencji, bankietów i wystaw.

## Architektura
Budynek klasycystyczny, parterowy, murowany, nakryty czterospadowym dachem. W części środkowej kolumnowy portyk wgłębny zwieńczony trójkątnym frontonem z półkolistym okienkiem. W elewacji ogrodowej środkowy ryzalit opięty jońskimi pilastrami, zwieńczony także trójkątnym frontonem z półkolistym okienkiem. Naroża budynku boniowane. Okna mają dekoracyjne obramienie, a w części środkowej arkadowe okna i wejścia typu portfenetr. Do dworu wchodzi się po sześciu schodkach.

## Park
Dwór otoczony jest parkiem krajobrazowym z elementami kompozycji geometrycznej.